# Schloss Linzenich

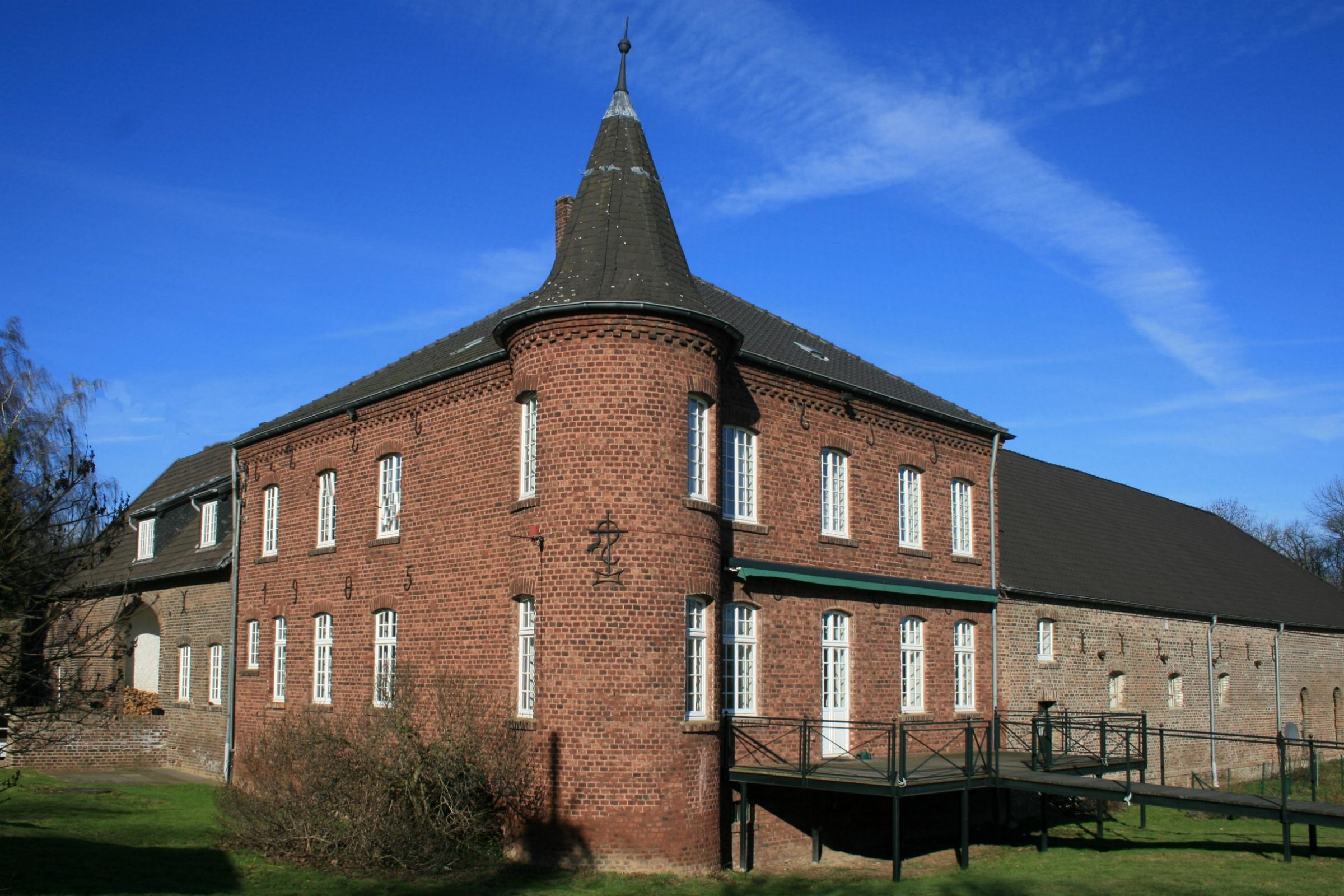
Vorburg des Schlosses, Ansicht von Süden

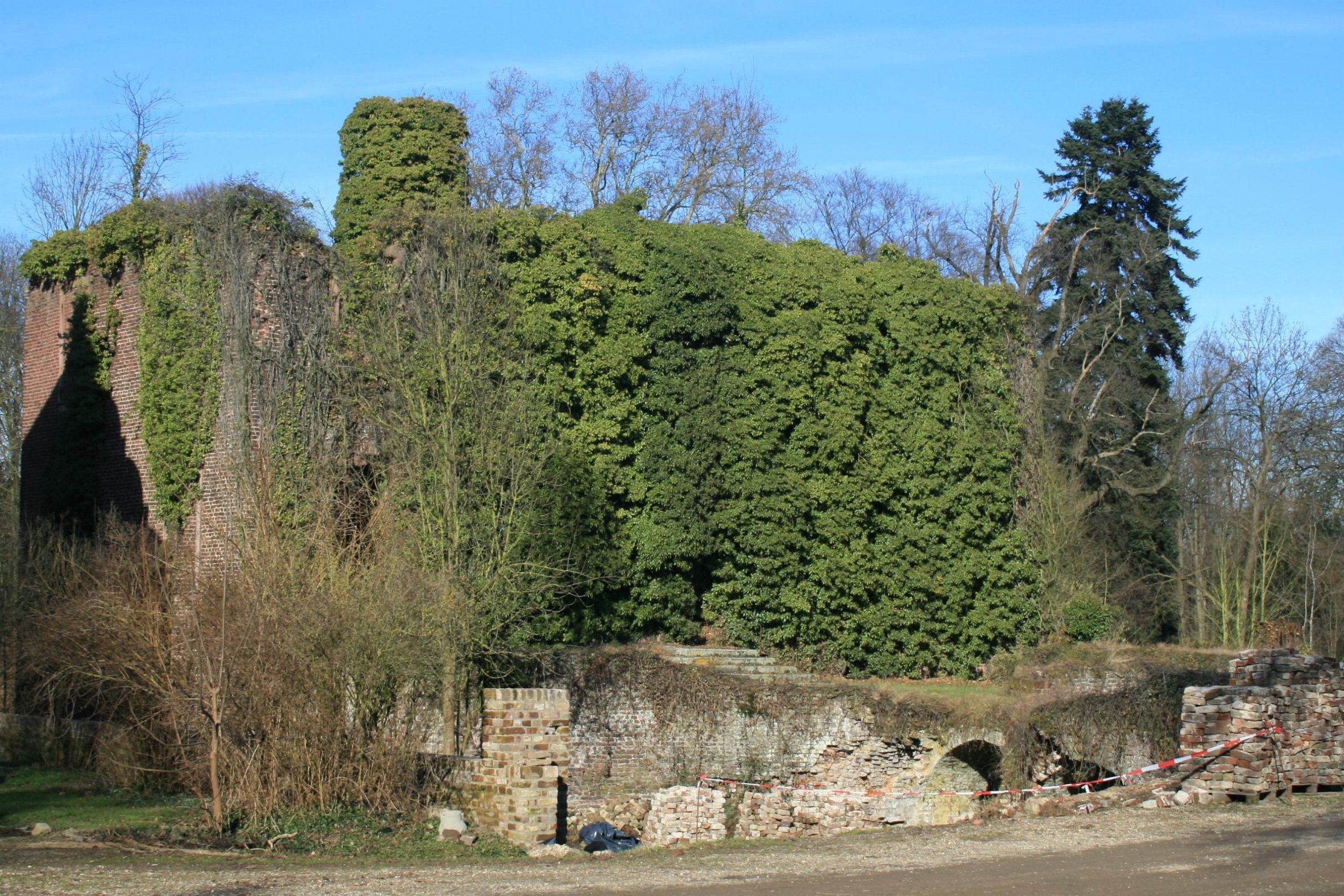
Herrenhausruine

Das Schloss Linzenich, heute auch Gut Linzenich genannt, steht in Bourheim, einem Stadtteil von Jülich im nordrhein-westfälischen Kreis Düren. Seine Wurzeln liegen in einem befestigten Gutshof, der schon im 15. Jahrhundert die Landtagsfähigkeit besaß. Die Besitzer aus der Familie von Harff bauten den Hof zu einer kleinen Wasserburg aus, die durch die Heirat von Erbtöchtern und Verkauf viele verschiedene Eigentümer sah, ehe sie – derweil zu einem Schloss umgestaltet – 1836 von der Familie von Mylius ersteigert wurde. Diese ist auch heute noch Eigentümerin.
Schloss Linzenich ist als Baudenkmal eingestuft und steht in weiten Teilen unter Denkmalschutz. Die Aufnahme in die Denkmalliste der Stadt Jülich erfolgte am 23. April 1992.

## Geschichte
Die Erwähnung eines Loef von Linzenich in einer Urkunde aus dem Jahr 1255 lässt darauf schließen, dass es zu jener Zeit bereits ein festes Haus in Linzenich gegeben hat, nach dem sich die Eigentümerfamilie nannte. Bei diesem hat es sich aber um nicht viel mehr als einen befestigten Hof gehandelt. Im Mittelalter waren gleich mehrere Familien in Linzenich begütert, sodass die Forschung davon ausgeht, dass Linzenich zu jener Zeit ein kleiner Weiler war, der sich aus einem Hofgut entwickelt hatte. Johann von Harff zu Harff begann 1375 mit dem Kauf von Gütern in und um Linzenich, die seine beiden Söhne Johann und Gottschalk gemeinschaftlich erbten und weiter vergrößerten. Sie wurden 1444 als Herren von Linzenich bezeichnet. Ihr Anwesen besaß zu jener Zeit bereits den Status eines landtagsfähigen Rittersitzes. Um 1500 scheint ganz Linzenich im Besitz der Familie von Harff gewesen zu sein.

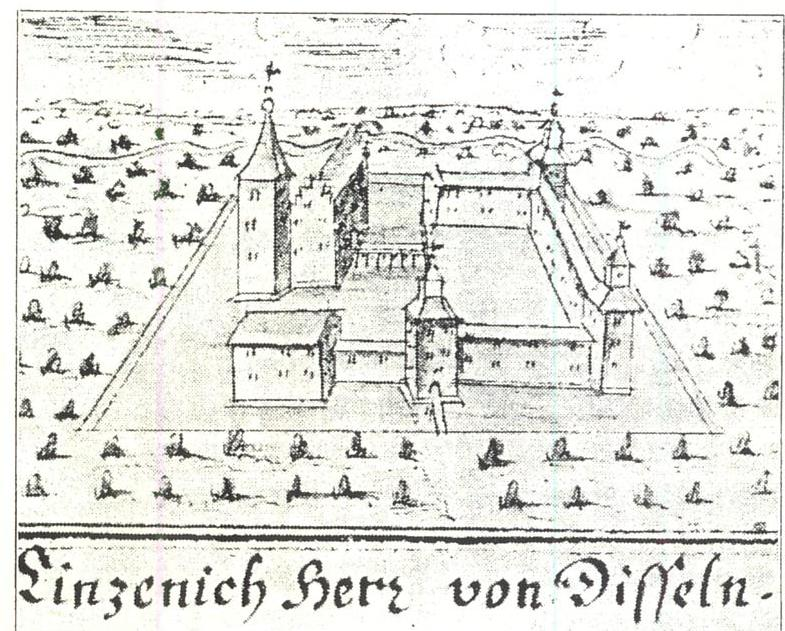
Nicht ganz korrekte und spiegelverkehrte Ansicht des Schlosses aus dem Codex Welser

Unter Gottschalk von Harff oder spätestens unter seinem Sohn Daem erfolgte ein umfassender Aus- und Umbau der Anlage zu einer Wasserburg. Im Heiratsvertrag Daem von Harffs, Landdrost zu Jülich, und seiner Frau Katharina von Palant aus dem Jahr 1484 wird die Anlage erwähnt. Sie bestand aus einem rechteckigen Herrenhaus und einem sich anschließenden, wuchtigen Vierecksturm. Daems Tochter Johanna erbte die Burg und brachte sie an ihren Ehemann Johann von Hatzfeld-Wildenburg. Über den gemeinsamen Sohn Damian gelangte Linzenich 1576 schließlich an dessen Tochter Anna und ihren zweiten Mann Adolf von Gymnich, den Amtmann von Brauweiler. Gemeinsam mit seinem Sohn Werner verkaufte er das Anwesen 1606 für 31.88 kölnische Taler an den Grafen Adam von Schwarzenberg-Gimborn. An den Verkauf war die Bedingung geknüpft, dass der neue Burgherr den Schwägerinnen Adolf von Gymnichs, Schwestern seiner verstorbenen Frau, ihren Erbteil in Höhe von 11.8000 kölnischen Talern auszahlen musste. Adam von Schwarzenberg und sein Sohn Johann Adolf ließen gemeinsam die Schlosskapelle neu errichten, ehe Johann Adolf die Anlage am 1. Dezember 1646 für 15.700 Rheinische Taler an die Geschwister Düssel veräußerte, darunter Arnold Düssel, der später alleiniger Eigentümer war. Diesen Verkauf versuchte Johann Adolfs Cousine Dorothea, Gräfin von Croy, anzufechten, weil sie ein Vorkaufsrecht für sich beanspruchte, jedoch erhielt sie vor Gericht kein Recht, und die Anlage blieb im Besitz der Familie Düssel. Arnold Düssels Sohn Johann Wilhelm und seine Frau Margarethe von Bequerer ließen den Turm des Herrenhauses mit einem neuen Helm ausstatten, wovon die schmiedeeiserne Wetterfahne auf der Turmspitze mit den Wappen der Bauherren kündete. Außerdem ließen sie der Kapelle einen kleinen Dachreiter aufsetzen.

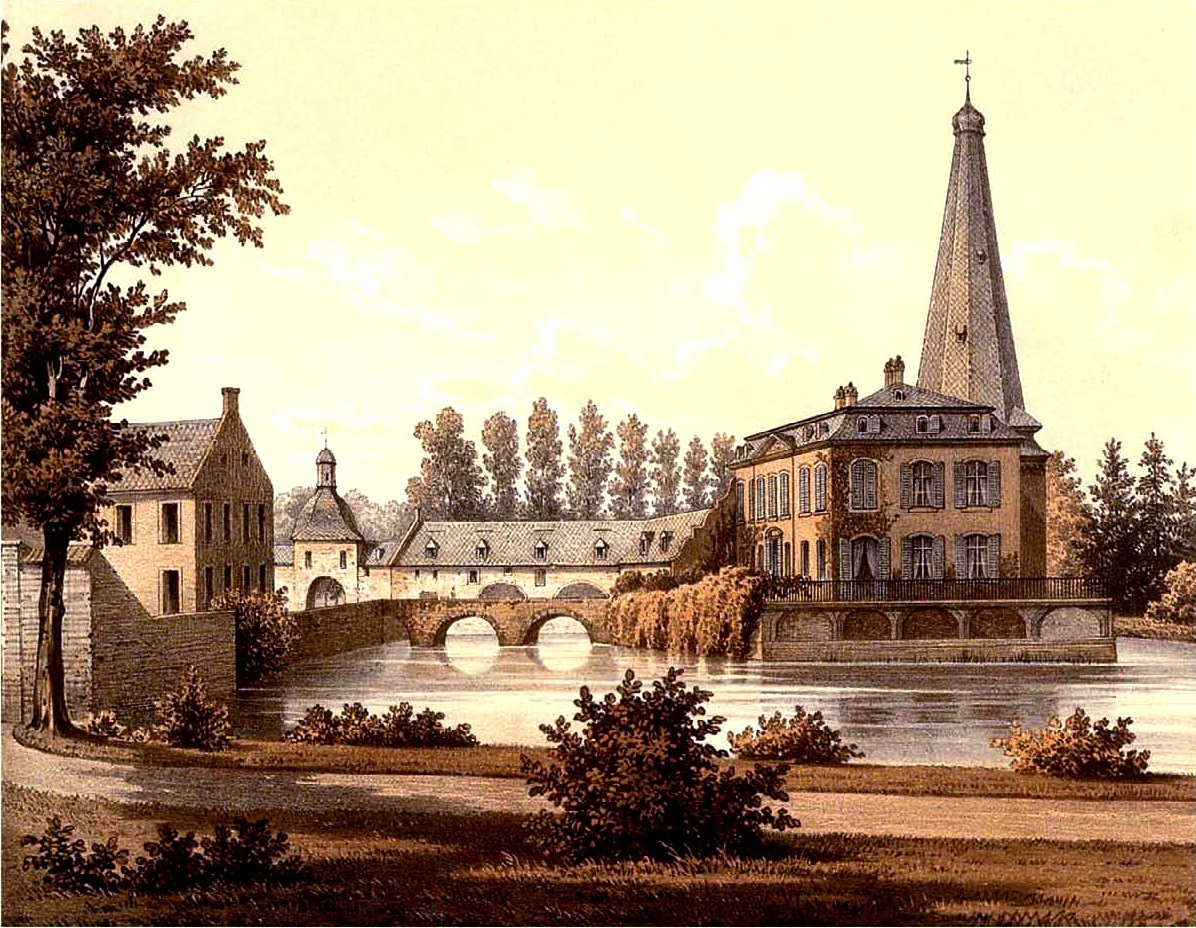
Schloss Linzenich um 1875

1724 verkaufte der verschuldete Hofrat Johann Friedrich von Düssel die Anlage an Franz Egon Peter Henriquez von Streversdorff. Dessen Tochter Maria Anna Helene heiratete 1731 den Freiherrn Franz Joseph Melchior Amandus von Geyr, Eigentümer der Burg Müddersheim, und brachte ihm Linzenich zu. Nach dem Tod seiner Frau ging er eine zweite Ehe mit Anna Lucia Wilhelmine von Herweg ein. Als Witwe ließ sie das Anwesen im Stil des Barocks umfassend verändern. So erweiterte sie 1752 unter anderem das alte Herrenhaus in südöstlicher Richtung und ließ sein einsturzgefährdetes Dach durch ein Mansarddach ersetzen. Schon im Jahr zuvor hatte sie in der Vorburg das Pächterhaus errichten lassen. Die einzige Tochter aus der ersten Ehe ihres Mannes, Maria Ursula, erbte schließlich das Schloss und brachte es mit in ihre Ehe mit Everhard Anton Caspar von Beywegh. Er hatte nach dem Tod seiner Frau ein Nießbrauchrecht an dem Schloss, das er bis zu seinem Tod im Jahr 1833 in Anspruch nahm. Da das Paar keine Kinder hatte, ging das Anwesen an eine Erbengemeinschaft aus Verwandten der Maria Ursula von Geyr. Diese ließen es 1836 öffentlich versteigern. Käufer war der Freiherr Karl Josef von Mylius, der 65.000 Taler für die Anlage bezahlte. Seine Frau Walburga, eine geborene Freiin von Geyr, war unter den zahlreichen Erben des Schlosses gewesen. Nach ihm war sein Sohn Karl von Mylius Eigentümer. Die Familie von Mylius ist heute noch Eigentümerin und bewohnt die Vorburg. Sie ließ nach 1836 die nahe Umgebung des Schlosses zu einem Landschaftsgarten umgestalten und die Schlosskapelle 1880 neugotisch verändern. Im Jahr 1905 wurde der hohe Helm des Viereckturms wegen Baufälligkeit durch eine neobarocke Haube mit Laterne ersetzt und das Herrenhaus erneuert. Außerdem wurde im gleichen Jahr das nach einem Brand beschädigte, heutige Pächterhaus erbaut.
Während des Zweiten Weltkriegs beschädigten Bomben am 16. November 1944 bei einem alliierten Großangriff auf Jülich das Anwesen sehr stark. Das Herrenhaus brannte aus und ist seitdem eine Ruine. Von der Vorburg wurden der Nordwest- und der Südwestflügel – mit Ausnahme der Südecke – völlig zerstört. Die erhaltenen und teilweise wiederaufgebaute Teile werden heute privat bewohnt und können nur von außen besichtigt werden.

## Beschreibung

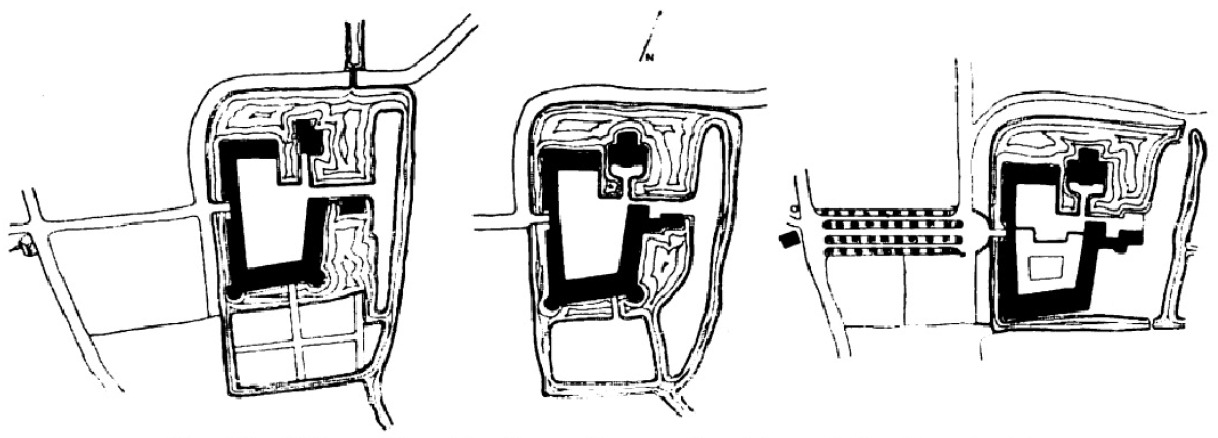
Lagepläne des Schlosses aus den Jahren 1738, 1777 und 1900

Das ehemalige Wasserschloss ist eine zweiteilige Anlage. Sie besteht aus dem ruinösen Herrenhaus, das ehemals auf einer eigenen Insel stand, und der mehrflügeligen Vorburg mit Wirtschaftsgebäuden. Noch bis zur Mitte des 19. Jahrhunderts war das Schloss im Nord- und Südosten von einem doppelten Grabensystem umgeben, das vom Mühlenbach gespeist wurde, einem Gewässer, das auch die Gräben der Häuser Overbach und Kirchberg mit Wasser versorgte. Die Wassergräben sind im südöstlichen Bereich nach dem Zweiten Weltkrieg verfüllt worden, die restlichen Gräben sind seit den 1960er Jahren ausgetrocknet. Für den Bau des Schlosses kam mehrheitlich Backstein zum Einsatz. Er wurde mit einigen Fundamenten aus Bruchstein und wenigen Hausteinelementen kombiniert. Die Dächer besaßen früher eine einheitliche Deckung aus Schiefer, heute sind einige Partien mit roten Dachpfannen gedeckt. Die Anlage liegt inmitten eines englischen Landschaftsgartens aus dem 19. Jahrhundert, der heute verwildert ist.

### Herrenhaus
Durch Kriegseinwirkung ist das einstige Herrenhaus nur noch eine Ruine. Der rechteckige Bau stand früher an der offenen, nördlichen Ecke der Vorburg auf einer eigenen Insel, die von einem breiten Wassergraben umgeben war. Das Gebäude besaß über einem hohen Kellergeschoss ein Erd- und ein Obergeschoss, die an der südöstlichen Eingangsseite durch Fenster mit Hausteinfassung und Schlagläden in sieben Achsen unterteilt waren. Diese stammten von einem durchgreifenden Umbau im Jahr 1752. Der nordöstliche Teil des Herrenhauses stammt vermutlich noch aus gotischer Zeit, während der südwestliche erst im Barock erbaut wurde. An der Nordwestseite stand mittig ein mächtiger Vierecksturm mit ebenfalls zwei Vollgeschossen. Er stammte wahrscheinlich noch aus dem Spätmittelalter und besaß im Untergeschoss 1,5 Meter dicke Mauern. Über seinem spätgotischen Traufgesims mit einem auf profilierten Kragsteinen ruhenden Spitzbogenfries erhob sich das Dachgeschoss, das um die Mitte des 17. Jahrhunderts unter Johann Wilhelm Düssel erbaut worden war. Es war von einem steilen, achteckigen Helm abgeschlossen, der eine glockenförmige Spitze besaß. Die drei mittleren Achsen der Eingangsfassade waren als Mittelrisalit ausgebildet und von einem flachen Dreiecksgiebel abgeschlossen, in dessen Giebelfeld die Wappen der Familien Geyr und Herwegh sowie die Jahreszahl 1752 zu sehen waren. Das Gebäude war von einem Mansarddach aus der Zeit des Barocks abgeschlossen. Hinter der zweiflügeligen Eingangstür lag ein Vestibül, von dem eine hölzerne Treppe mit reich skulptierten Pfosten in das Obergeschoss führte.

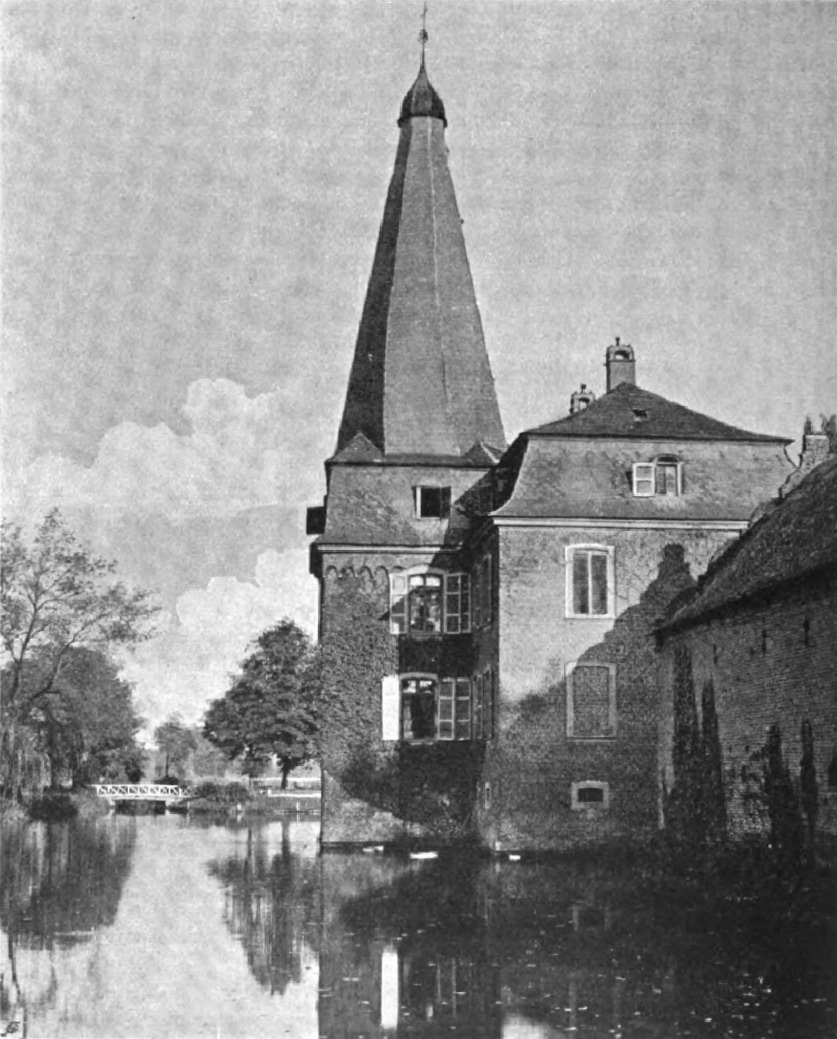
Turm des Herrenhauses vor 1905
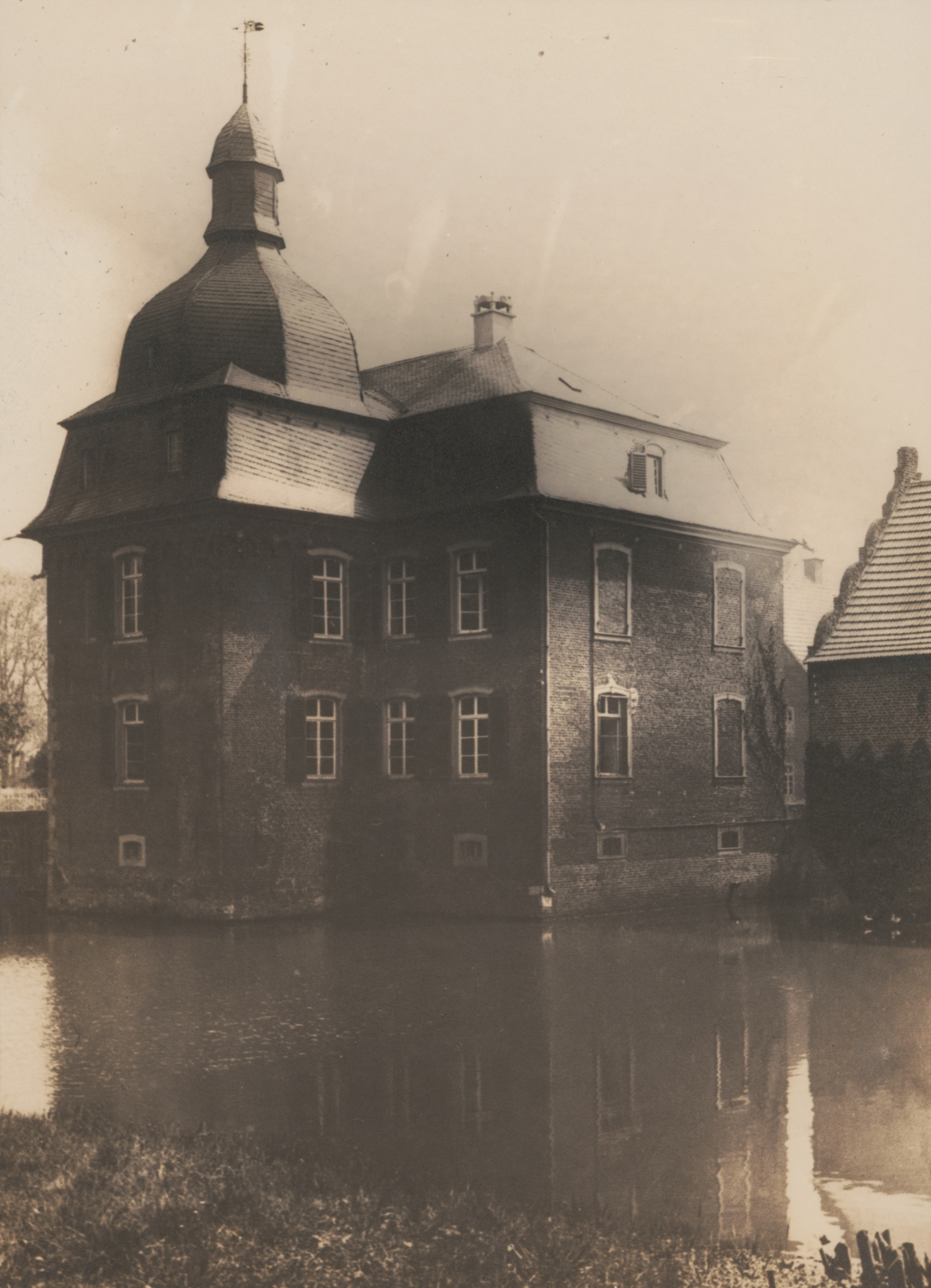
Ansicht von Nordwesten 1915
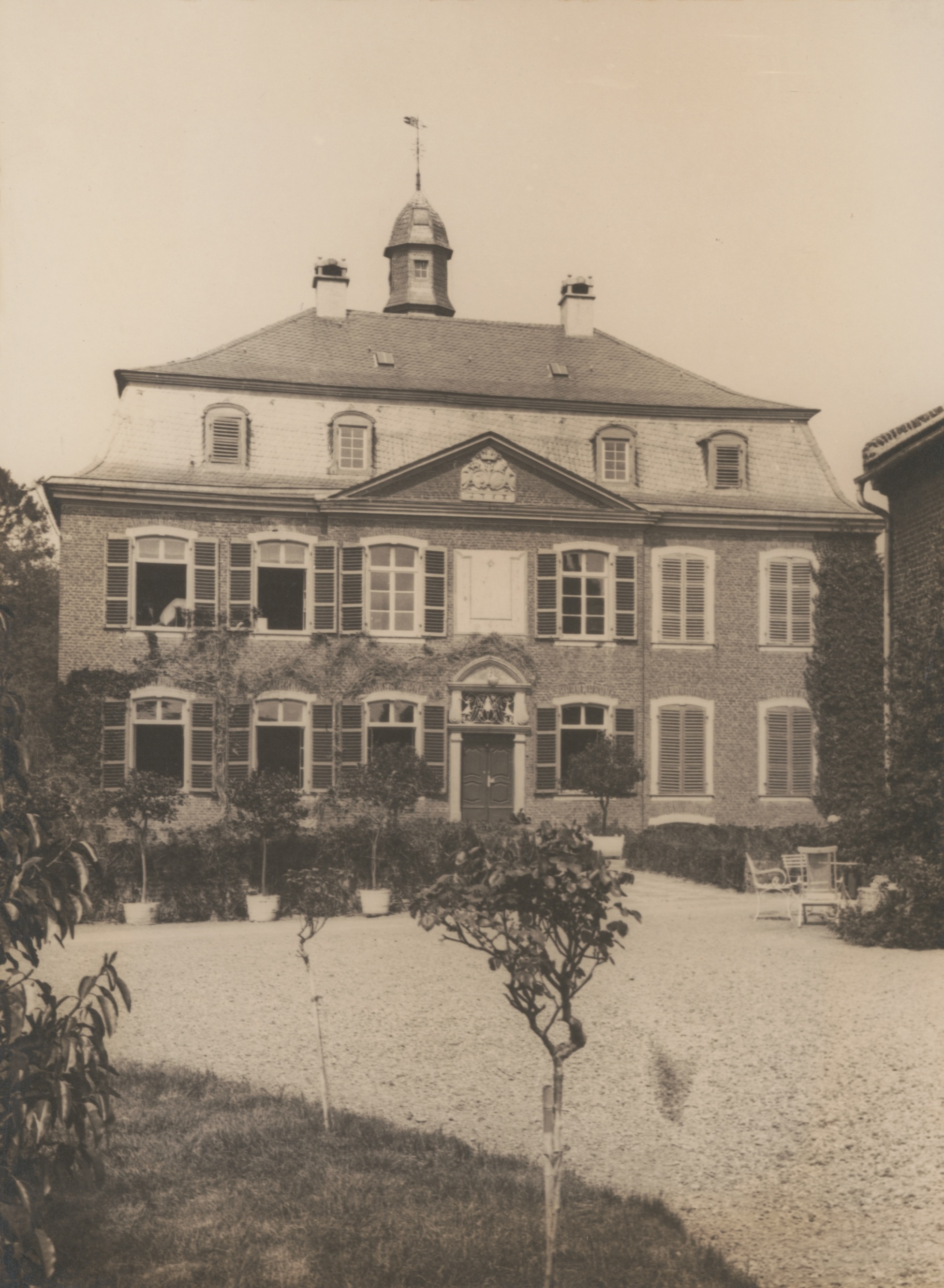
Eingangsfassade 1915
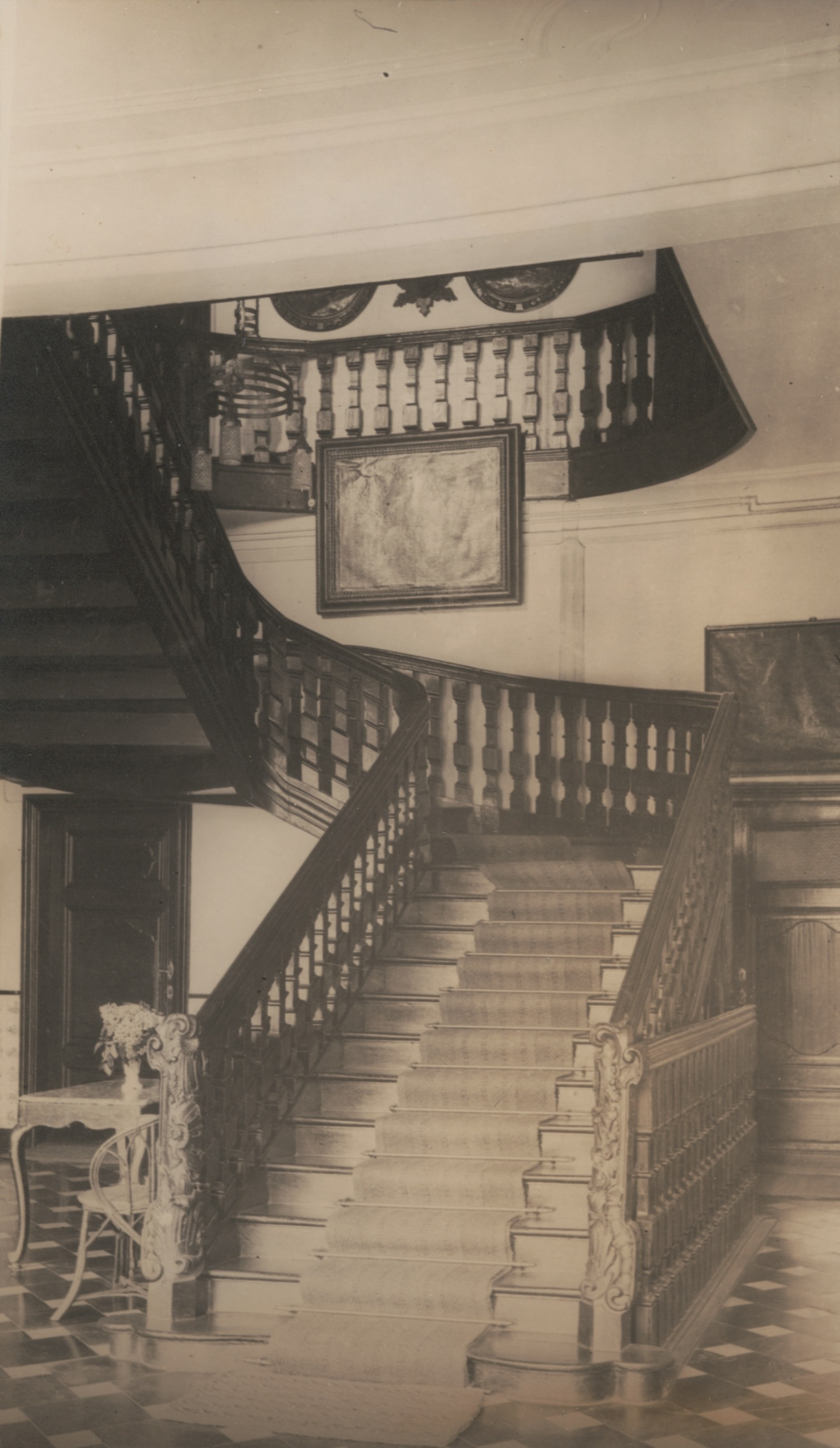
Treppe im Vestibül 1915

### Vorburg
Das Herrenhaus war über eine Bogenbrücke mit der mehrflügeligen Vorburg verbunden, die heute noch teilweise erhalten ist. Ihre Flügel umgaben einen rechteckigen Innenhof, der an seiner Nordecke offen war. Von den einstigen Ecktürme der Vorburg waren schon im Jahr 1738 nur noch die Fundamente des Süd- und Ostturms erhalten. Die Wirtschaftsgebäude waren von einem eigenen Wassergraben umgeben. Das Erscheinungsbild der Gebäude stammte vor der Kriegszerstörung mehrheitlich aus dem 18. Jahrhundert. In der Mitte des Ostflügels stand ein repräsentativer Torturm mit barocker Haube und geschlossener Laterne. Darauf stand eine schmiedeeiserne Wetterfahne mit den Wappen Johann Wilhelm Düssels und seiner Frau Margarethe von Bequerer. An der Außenseite hing über dem Torbogen eine Steintafel mit dem Schwarzenberg-Wappen, die ursprünglich aus der Schlosskapelle stammte. Weitere zur Vorburg gehörende Gebäude waren das Pächterhaus, das aufgrund seiner Maueranker in das Jahr 1751 datiert werden kann, und das 1905 neu errichtete Verwalterhaus mit rundem Eckturm. Beide Bauten wurden zu Wohnungen umgebaut und werden heute privat genutzt.

### Kapelle

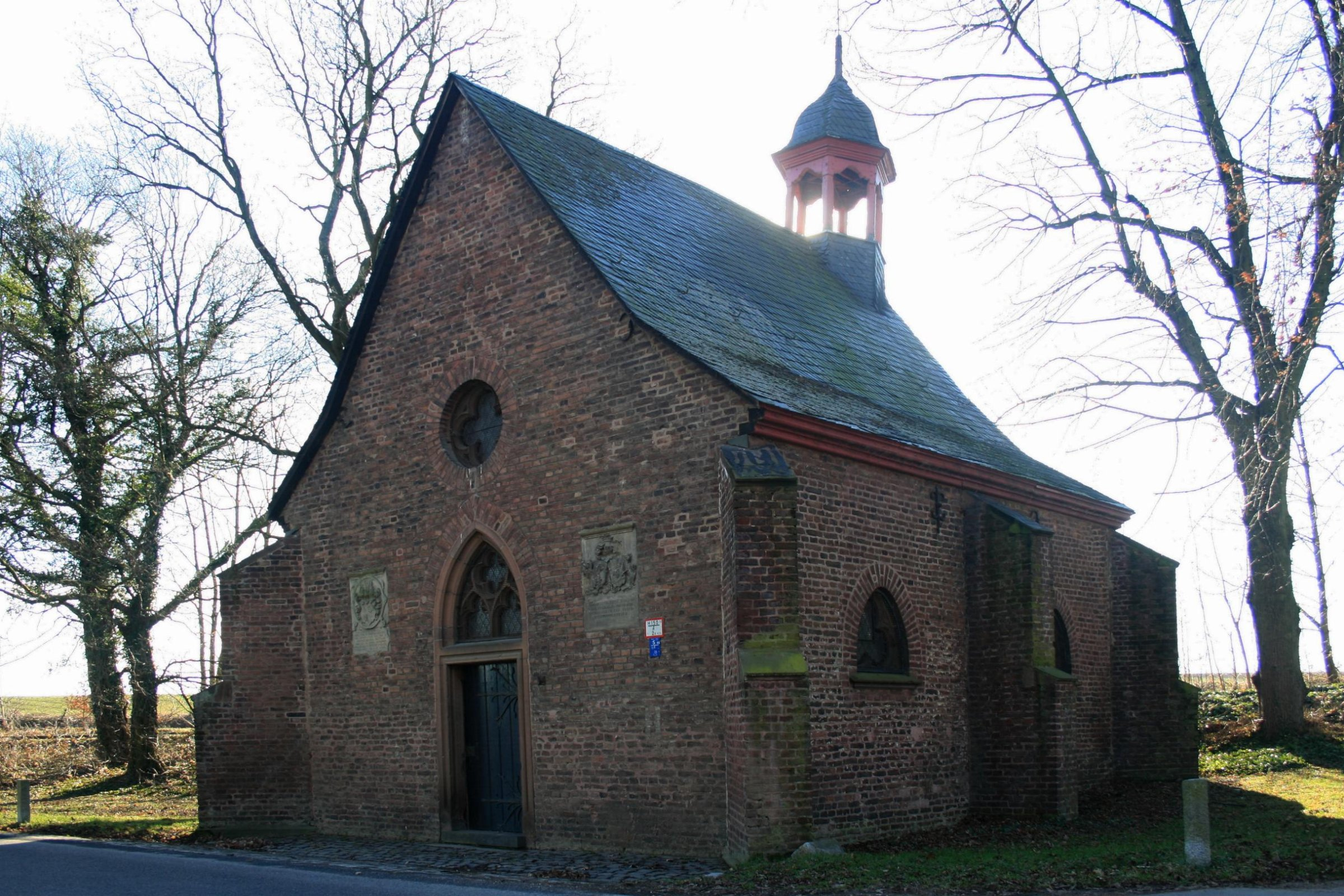
Schlosskapelle

Auf den Torturm der Vorburg führte eine heute noch erhaltene Kastanienallee zu, an deren Beginn eine kleine dem heiligen Antonius geweihte Kapelle steht. Schon für das Jahr 1351 ist eine Kapelle für Linzenich belegt. Sie gehörte damals aber wahrscheinlich noch nicht zum Schloss. Weil dieses erste Gebäude baufällig geworden war, ließen es Graf Adam von Schwarzenberg und sein Sohn Adolf durch einen Neubau ersetzen, eine Saalkirche mit dreiseitigem Chorabschluss. Auf dem schiefergedeckten Satteldach steht eine sechsseitige Laterne aus Holz. Gegen Ende des 19. Jahrhunderts ließ Carl Florentin von Mylius die Kapelle neugotisch umgestalten. Von diesen Umbauten stammt der heutige, spitzbogige Eingang, der rechts und links von Wappensteinen flankiert wird. Der linke zeigt das Wappen der Familie von Schwarzenberg, der rechte das Allianzwappen von Mylius/Raitz von Frentz. Das zweijochige Innere der Kapelle besitzt flache Kreuzrippengewölbe.